# Партизанска болница у Ужицу
Партизанска болница је била формирана у Градској болници у Крчагову, одмах после ослобођења Ужица 24. септембра 1941. године. У централном регистру Споменика културе Републике Србије се води под јединственим називом Историјске зграде у Ужицу, као непокретно културно добро од изузетног значаја.
У болници је било око 300 рањених партизана и десет лекара који су поред лечења вршили и операције, где је радила је месец дана. Због бомбардовања Крчагова пребачена је у Севојно са целокупним персоналом и инвентаром. Партизанску болницу у Крчагову сачињавале су четири спратне зграде. У послератном периоду подигнути су нови болнички блокови и вршене су незнатне измене на зградама ради побољшања хигијенско-здравствених услова. Ужичка партизанска болница обележена је спомен-плочом.
Реконструкција грудног одељења обављена је 2005. године.